# FPV-дрон (зброя)
FPV-дрон — вид безпілотних літальних апаратів, керування якими здійснюється за допомогою FPV-пілотування. У військовому сенсі під цим терміном зазвичай мають на увазі швидкісні FPV-квадрокоптери, перетворені на дрони-камікадзе або дрони-бомбардувальники, шляхом встановлення бойової частини чи пристрою для скидання боєприпасів.
Масова поява FPV-дронів на фронті російсько-української війни здійснила прорив у військовій справі. Міноборони України та багато дослідників називають їх революційним засобом ведення бою та порівнюють їхнє застосування зі снайперською зброєю. Революційність пояснюється тим, що до їхньої появи можливості завдання високоточних ударів були прерогативою дорогих і складних систем, застосовуваних точково, а FPV-дрони є надзвичайно дешевими масовими виробами.
Однією з ключових переваг таких безпілотників над іншими засобами є те, що дрон вартістю від кількох сотень до кількох тисяч доларів може ефективно знищити техніку вартістю мільйони доларів (танк, артилерія, РЕБ, ЗРК) або офіцерів у ближньому тилу. FPV-дрони є дешевими навіть у порівнянні з поширеними на фронті квадрокоптерами серії DJI Mavic, а тим більше — з традиційними дронами-камікадзе та ПТКР: наприклад, Switchblade 300, який має подібні характеристики, коштує $8000, а ракета «Стугни» — $20000.

## Опис

### Конструкція

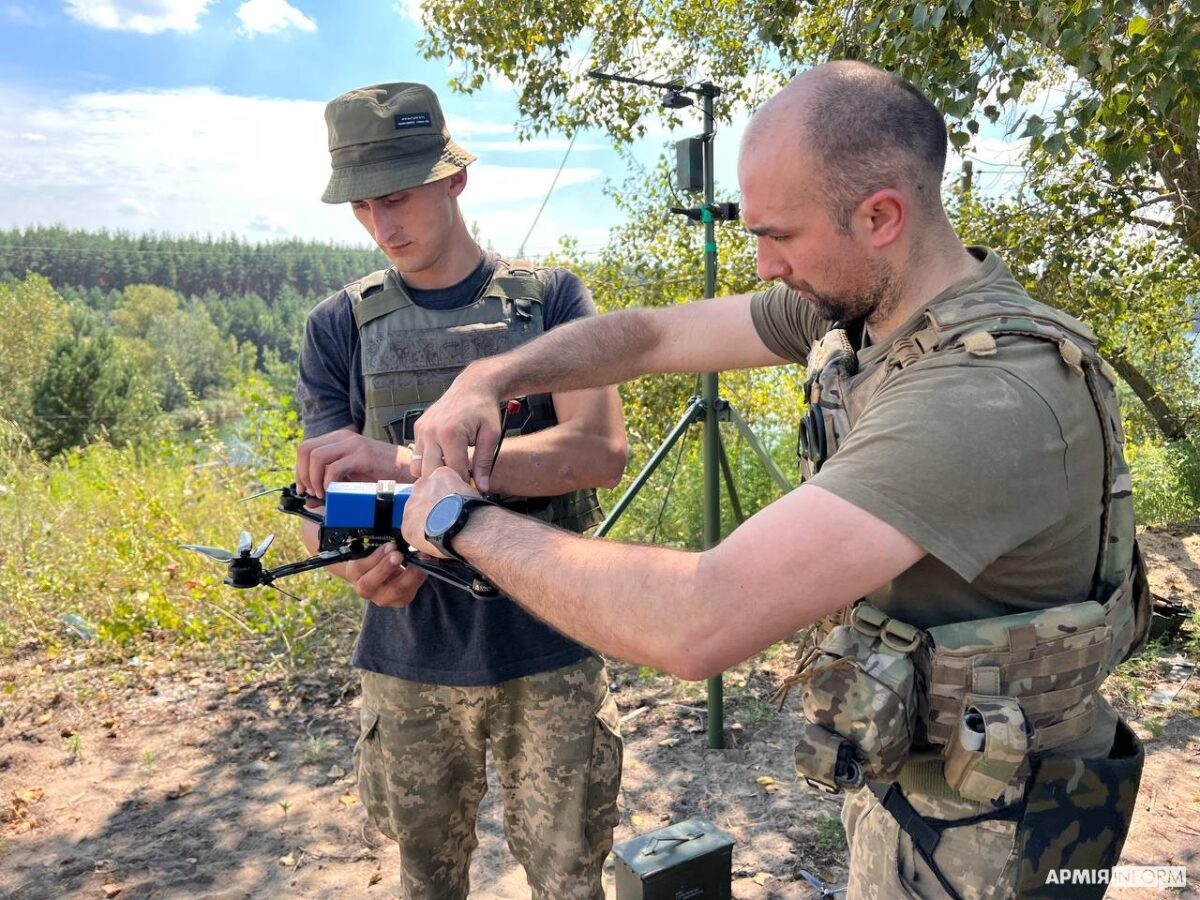
Бійці з дроном і станцією зв'язку

Характеристики залежать від конкретної моделі, але загалом такі дрони дають можливість уражати ворожі цілі на дистанціях порядку 3—10 км (деякі дрони — до 25 км), а швидкість може сягати понад 100 км/год (у квітні 2024 року було зафіксоване використання українських дронів зі швидкістю 150 км/год). Один БПЛА може нести до 1,5 кг бойового навантаження, а важчі й по 4 кг. До переваг FPV відносять значно вищу швидкість, можливість швидко змінювати напрямок руху і вище бойове навантаження.
Основою дрона є його рама з вуглецевого волокна, алюмінію або пластику. Розмір (діагональ) рами типово вимірюється в дюймах (1 дм = 2,54 см), типовими розмірами є 5—10 дюймів (12,7—25,4 см).

### Керування та наведення

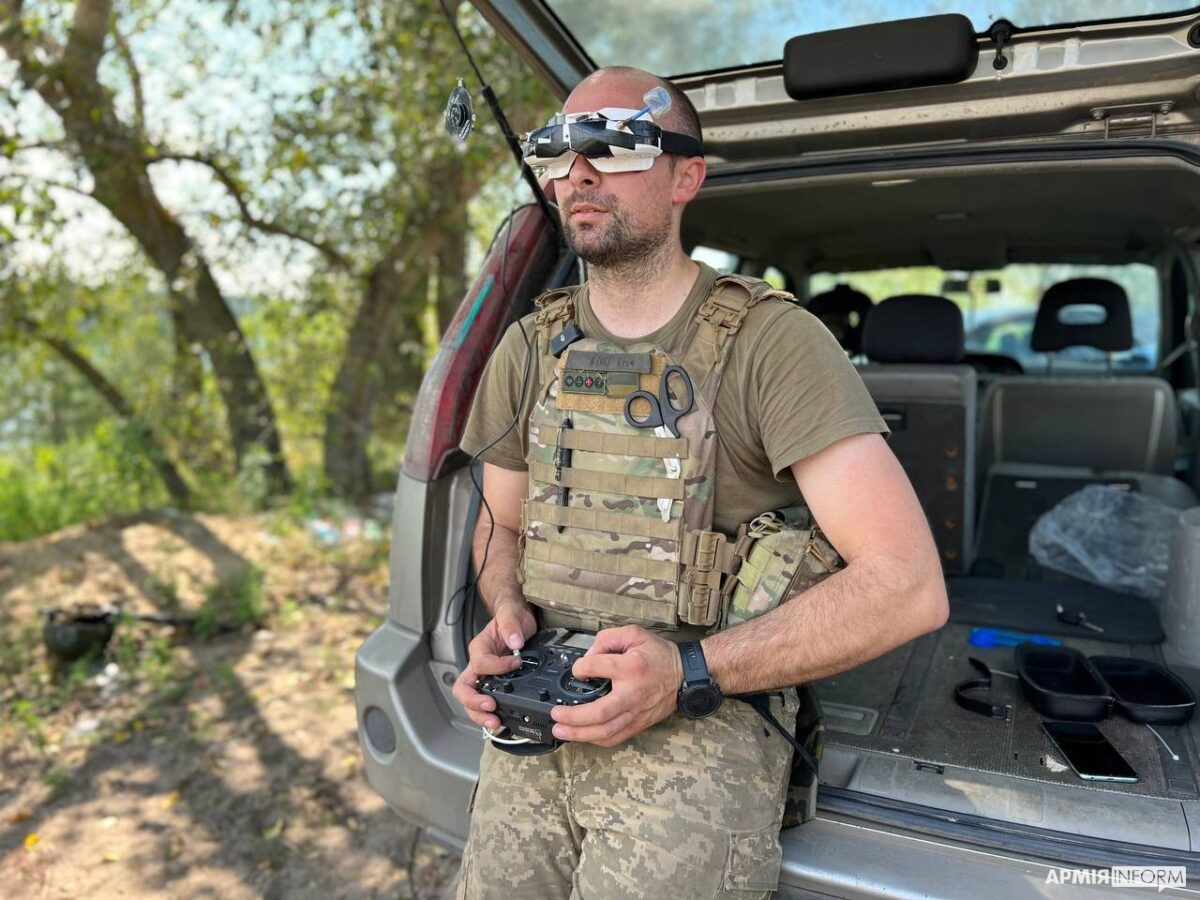
Оператор дрона у відеоокулярах

Оператор FPV-дрона керує дроном через відеоокуляри. FPV-дрони потребують значно вищої кваліфікації, ніж звичайні мультикоптери, оскільки пілот керує вручну всіма процесами польоту. Оператор здійснює наведення дрона на ціль за допомогою контролера.
FPV-дрони типово оснащені додатковим відеорадіоканалом у режимі реального часу, що забезпечує вищу стійкість до РЕБ у порівнянні зі звичайними мультикоптерами. За допомогою встановлення різних передавачів можна варіювати дальність. Дрони можуть бути оснащені камерами нічного бачення, що, однак, призводить до їхнього суттєвого здорожчання, на 300-400 $ за одиницю.
З осені 2024 року застосовуються дрони з оптоволоконним зв'язком. Такі безпілотники не мають проблем через радіогоризонт і невразливі до засобів радіоелектронної боротьби, однак котушка коштує до 500 $, важить до 2-2,5 кг, а саме оптоволокно схильне до обривання.
Існують дрони з самонаведенням на ціль, що може запобігти промаху та втраті дрона при втраті зв'язку. Технологія машинного зору є одним із потенційних способів застосування дронів в умовах радіоелектронної протидії.

### Озброєння
Бойові частини / боєприпаси для FPV-дронів можуть бути спеціально розробленими заводськими виробами, імпровізованими переробленнями стандартних боєприпасів або повністю саморобними вибуховими пристроями. Наприклад, є поширеним установлення бойових частин від РПГ-7. За способом ураження боєприпаси можуть бути різними: кумулятивними, шрапнельними та навіть з ударним ядром.
У січні 2025 року почали застосовуватися дрони з встановленим дробовиком, як засобом вогневого ураження. Пресслужба 2-го механізованого батальйону 30 ОМБр опублікувала відео, на якому такі дрони знищують 20 російських БПЛА та атакують живу силу.

### Застосування

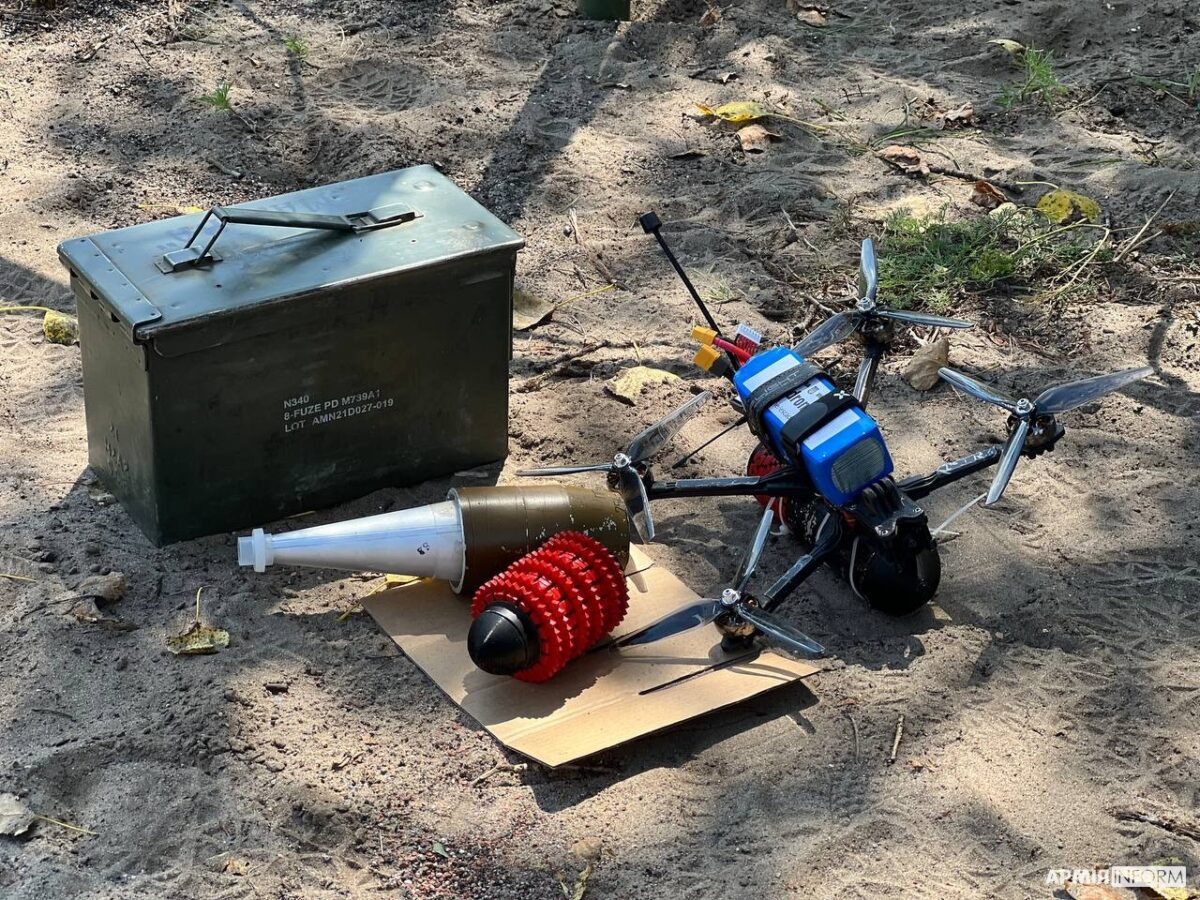
Дрон і саморобні боєприпаси

FPV-дрони зазвичай використовуються в одному з двох варіантів: дрон-камікадзе та дрон-бомбардувальник. Перший варіант передбачає встановлення вибухової бойової частини, яка детонує при зіткненні дрона з ціллю або підльоті до неї. Другий різновид подібний до аналогічного застосування звичайних мультикоптерів: дрон оснащується системою скидання, яка за командою оператора скидає боєприпас на ціль. При бомбардуванні FPV-дрон замість зависання над ціллю може пікірувати на неї.
Типовими цілями є спостережні пункти ворога, польові склади боєприпасів, бронетехніка, транспорт. FPV-дрони можуть діяти разом із розвідувальними БПЛА, що покращує ситуаційну обізнаність та ефективність застосування. Втім, відсутність програмної стабілізації та менш якісна оптика робить їх розвідувальні якості слабкими, для цих задач використовуються звичайні дрони типу DJI Mavic.
FPV-дрони також активно застосовуються для ураження повітряних цілей, зокрема, розвідувальних БПЛА. Перший відомий випадок стався в лютому 2024 й надалі ця практика набула поширення.

### Боротьба

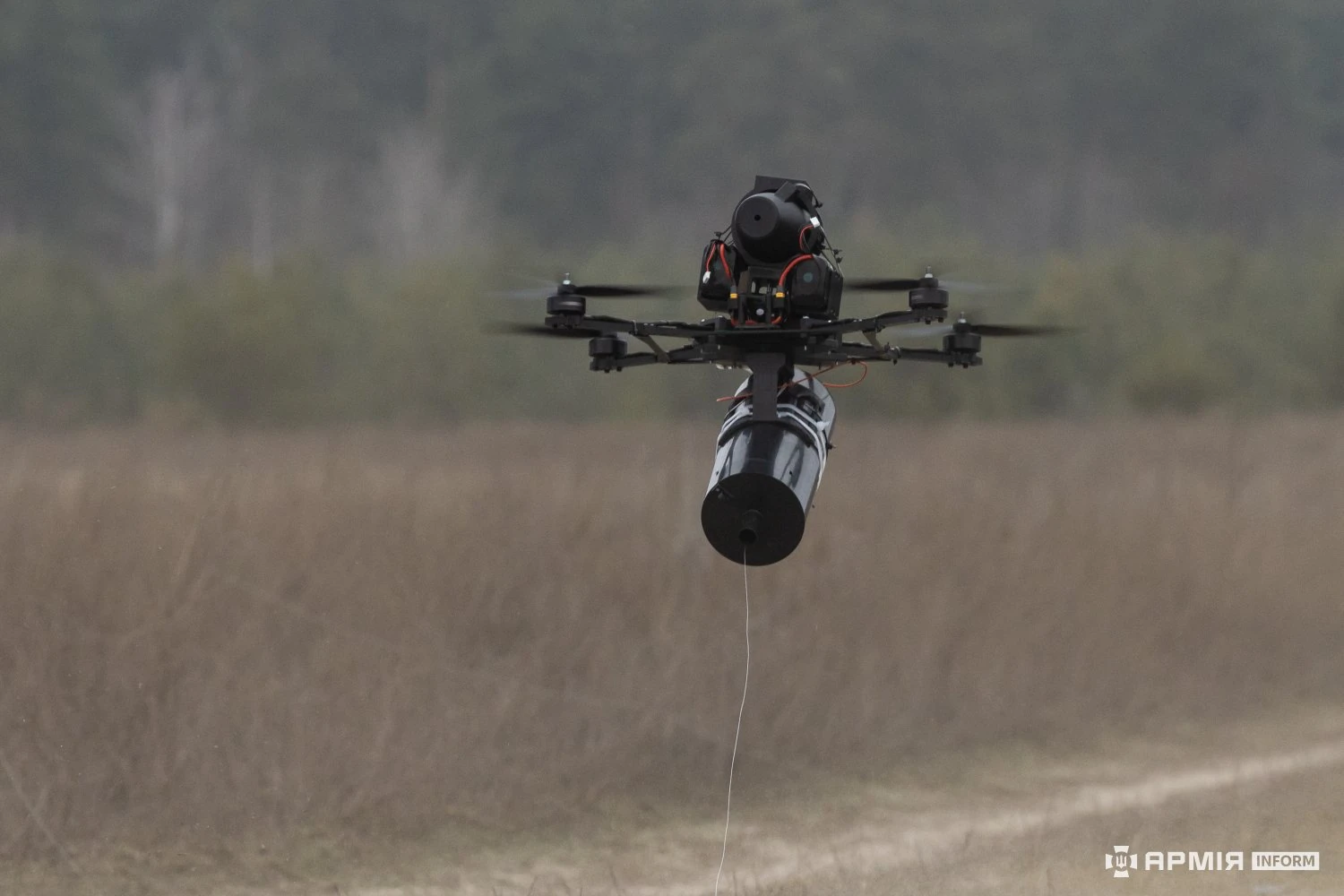
Український FPV-дрон на оптоволокні

Застосування FPV (та інших дронів-камікадзе, як-от «Ланцет») прискорило розробку засобів боротьби з БПЛА. Найпростішим способом є встановлення протидронних сіток на бойову техніку та/або над бойовими позиціями. 2024 року росіяни довели цю практику до штурмових «танків-сараїв», повністю вкритих масивними надбудовами з підручних матеріалів.
Обидві сторони також активно розробляють комплекси РЕБ та призначені для встановлення на техніку та ручного переміщення.
Боротьба проти оптоволоконних дронів значно складніша через невразливість до РЕБ і неможливість виявлення за допомогою радіоелектронної розвідки. Єдиними способами їх знешкодження є фізичне знищення

## Історія

### Ударна роль
Одними з перших хто почав затосовувати FPV-дрони та інші аматорські БпЛА були бойовики ІДІЛ в Сирії.
Перше масове застосування комерційних (зокрема, спортивних) FPV-квадрокоптерів з вибухівкою почалось майже з початку російського повномасшатбного вторгнення з 2022 (щонайменше з липня 2022 року). Про застосування заявляли бійці добровольчого підрозділу Signum (93 ОМБр), які застосували такий дрон у квітні чи травні 2022 року, а в липні з'явилось відео.
Пізніше в 2022 році такі системи вже почали закуплятись і збиратись волонтерами та приватними підприємствами, а до початку січня 2023 року такі системи набули поширення в українському війську, стали закуповуватись тисячами одиниць. Аналогічну систему було помічено і в росіян у вересні 2022 року. Серед вагомих цілей на рахунку українських FPV-дронів: ТОС-1А «Солнцепьок» (знищена в липні 2023 бійцями СБУ), командир російської 123 омсбр полковник Денис Іванов (ліквідований бійцями 10 ОГШБр у липні 2023), БМПТ «Термінатор» (знищена бійцями 110 ОМБр наприкінці грудня 2023 року в ході боїв за Авдіївку за допомогою кількох FPV-дронів), різноманітні системи РЕБ і ЗРК та безліч інших. Українські спецпризначенці також застосовували FPV-дрони у боях із найманцями ПВК «Вагнер» під час конфлікту в Судані 2023 року.
FPV-дрони значною мірою замінили поширені до того дрони-бомбери серії DJI Mavic, які здійснили прорив у фронтовій розвідці, але виявились дещо задорогими для ударних місій. Нічні задачі в українській армії типово залишились за важкими октокоптерами-бомбардувальниками. Масове застосування таких безпілотників суттєво ускладнило проведення масштабних наземних операцій та перемістило деяку частину військової активності на ніч. Втім, з листопада 2023 року почали набувати поширення й нічні FPV-дрони.
Дрони на оптоволокні з'явились розроблялись ще 2022 року, однак тоді не зацікавили військових. Восени 2024 року вони набули великого поширення в росіян, які спричинили проблеми для української армії, яка не так активно займалась цим напрямком. За словами Сергія Флеша, їх використовували для знищення найважливіших цілей, перекритих засобами РЕБ, таких, як танки Abrams і Leopard 2, однак, він вважає, що основними ударними засобами залишаться дешевші дрони на радіозв'язку.

### Протиповітряна роль
Крім ударної ролі, з лютого 2024 року FPV-дрони почали використовувати для перехоплення повітряних цілей. Ця практика виявилась успішною й надалі Україна суттєво масштабувала виробництво спеціалізованих дронів-перехоплювачів.

## Оператори
Основними операторами є Україна та Росія, обидві налагодили масове виробництво власних FPV-дронів на своїй території й активно закупляють їх. 

### Україна
В Україні проєкти закупівлі реалізуються у рамках кампаній UNITED24 та «Армія дронів» коштом фондів «Повернись живим», а також певна кількість надходить як МТД. Наприклад, у серпні 2023 року фонди «Повернись живим» і United24 разом з Монобанк оголосили збір коштів на 10 000 таких систем ($5,875 млн — близько $600 за дрон), оснащених кумулятивно-осколковими або термобаричними боєприпасами українського виробництва, який було завершено буквально за кілька днів, а через кілька тижнів збір на 2000 FPV-дронів відкрив Фонд Сергія Притули.
У серпні 2023 року стало відомо, що в Україні такі БПЛА виготовляють щонайменше три державні заводи. Станом на жовтень 2023 року було відомо про виготовлення тисяч дронів на місяць та прийнято на озброєння 6 українських моделей, а за повідомленнями керівника компанії «Ескадрон», на листопад українські компанії сумарно виготовляли 12—15 тисяч FPV-дронів на місяць з вартістю по 12—27 тисяч гривень. Очільник Мінстратегпрому Олександр Камишін заявив, що у грудні підприємства українського ОПК виготовили 50 тисяч FPV-дронів.
У січні 2024 року Житомирська міська рада запустила платформу «Житомирський дрон», яка має на меті навчити громадян збирати FPV-дрони. Платформа дозволяє пройти онлайн-навчання, обрати вид дрона та передати його на випробування. Там само можна надіслати пожертву на гроші або стати постачальником запчастин.

### Росія
У Росії масове виробництво FPV-дронів розгорнули у другій половині 2023 року, а з часом воно випередило виробництво в Україні. В грудні 2024 Сергій Флеш стверджував, що росіяни все ще випереджали українців за FPV, хоча не 5-7 разів, як за рік до того.

### Інші країни
Найвідомішими операторами є Україна та Росія, однак інші країни за досвідом російсько-української війни почали також запроваджувати FPV-дрони у своїх арміях.
- Республіка Китай: станом на серпень 2024 року Тайвань розпочав масове запровадження FPV-дронів у Збройних Силах[58].

## Моделі
Нижче наведено перелік відомих безпілотників і компаній-виробників і їх заявлені характеристики.

### Україна
| Назва         | Виробник     | Вартість | Перша поява   | Навантаження | Роторів / діагональ | Дальність                                  | Коментар | Джерела |
| ------------- | ------------ | -------- | ------------- | ------------ | ------------------- | ------------------------------------------ | --- | ------- |
| KH-S7         |              |          | вересень 2023 | 1 кг         | 4 / ?               | до 9,5 км                                  | | [ 59 ]  |
| Мамонт        | Escadrone    | ~ $700   | жовтень 2023  | 4 кг         | 4 / ?               | до 12 км (до 30 з 1,5-кг бойовою частиною) | | [ 60 ]  |
| Queen Hornets | Wild Hornets |          | липень 2024   | 9,5 кг       | 6 / 15 дм           | до 25 км                                   | Один із найбільших FPV-дронів, що може використовуватись як траспортник, бомбардувальник, мінувальник або дрон-камікадзе. На 65 % складається з частин українського виробництва. | [ 61 ]  |